# Isaak Márkovich Jalátnikov
Isaak Márkovich Jalátnikov (en ruso: Исаа́к Ма́ркович Хала́тников; en ucraniano: Ісаак Маркович Халатников; Dnipro, 17 de octubre de 1919-Chernogolovka, 9 de enero de 2021) fue un físico soviético-ucraniano conocido por su papel en el desarrollo de la conjetura BKL en la relatividad general.

## Biografía

### Primeros años
Nació en una familia judía en Dnipro y se graduó de la Universidad Estatal de Dnipropetrovsk con una licenciatura en Física en 1941. Antes había sido miembro del Partido Comunista. Obtuvo su doctorado en 1952.

### Carrera profesional
Gran parte de su investigación fue una colaboración con, o inspirada por, Lev Landau, incluida la teoría de la superfluidez de Landau-Jalátnikov. De la misma forma, durante 1969 trabajó brevemente como profesor de física teórica a tiempo parcial en la Universidad de Leiden.
En 1970, inspirado en el modelo mixmaster introducido por Charles W. Misner, entonces en la Universidad de Princeton junto con Vladimir A. Belinsky y Evgeny Mikhailovich Lifshitz, introdujeron lo que se conoce como la conjetura BKL, que es ampliamente considerada como una de las más importantes de los problemas abiertos más destacados de la teoría clásica de la gravitación .
Jalátnikov dirigió el Instituto Landau de Física Teórica en Moscú. En 1984 fue elegido miembro de la Academia de Ciencias Soviética. Ha sido galardonado con el Premio Landau y el Premio Alexander von Humboldt, y fue miembro extranjero de la Royal Sociedad de Londres.

### Fallecimiento
Falleció el 9 de enero de 2021 a los 101 años, en Chernogolovka, Moscú.